# Jarzé
Jarzé là một xã trong vùng hành chính Pays de la Loire, thuộc tỉnh Maine-et-Loire, quận Angers, tổng Seiches. Tọa độ địa lý của xã là 47° 33' vĩ độ bắc, 00° 13' kinh độ đông. Jarzé nằm trên độ cao trung bình là 63 mét trên mực nước biển, có điểm thấp nhất là 34 mét và điểm cao nhất là 101 mét. Xã có diện tích 33,12 km², dân số vào thời điểm 1999 là 1401 người; mật độ dân số là 42 người/km².

## Thông tin nhân khẩu
| 1962  | 1968  | 1975  | 1982  | 1990  | 1999  |
| ----- | ----- | ----- | ----- | ----- | ----- |
| 1 171 | 1 270 | 1 326 | 1 364 | 1 434 | 1 401 |